# Sergio Sepúlveda Corvalán
Sergio Sepúlveda Corvalán, político chileno, militante del partido Partido Demócrata Cristiano (DC), alcalde de la comuna de Linares durante el periodo de 6 de diciembre de 1992 al 6 de diciembre de 2000.
En las Municipales de 1992, Sergio Sepúlveda, DC, fue elegido alcalde con un 15,5% de los votos. En las municipales de 1996, el titular en el cargo Sergio Sepúlveda, DC, es reelecto con un 16,6% de los votos.

## Historial electoral

### Elecciones municipales de 1992
- Elecciones municipales de 1992, para la alcaldía de Linares[2]

| Candidato                   | Pacto                    | Partido | Votos | %     | Resultado |
| --------------------------- | ------------------------ | ------- | ----- | ----- | --------- |
| Sergio Sepúlveda Corvalán   | Concertación Democrática | DC      | 5797  | 15,52 | Alcalde   |
| Juan Martínez Sepúlveda     | Participación y Progreso | RN      | 5264  | 14,09 | Concejal  |
| Héxtor Taricco Salazar      | Concertación Democrática | DC      | 4610  | 12,34 | Concejal  |
| Carlos Villalobos Sepúlveda | Concertación Democrática | PS      | 3284  | 8,79  | Concejal  |
| Ricardo Alcerreca Botempi   | Participación y Progreso | Ind.    | 2296  | 6,15  | Concejal  |
| Rodolfo Castro Salgado      | Concertación Democrática | PSD     | 1577  | 4,22  | Concejal  |